# Valfarta
Valfarta è un comune spagnolo di 95 abitanti situato nella comunità autonoma dell'Aragona.